# Time Gal
Time Gal (タイムギャル?, Taimu Gyaru) è un videogioco arcade sviluppato e pubblicato in Giappone nel 1985 dalla Taito.
Le animazioni di Time Gal sono prodotte dalla Toei Animation. Il videogioco è stato inizialmente convertito per MSX. Successivamente una versione per Sega Mega CD è stata prodotta da Wolf Team e distribuita anche al di fuori del Giappone. Il gioco è incluso in una raccolta realizzata per PlayStation e Sega Saturn che comprende Ninja Hayate.
La protagonista è un personaggio giocante nel videogioco Castle of Shikigami III (2005).

## Trama
Il gioco è ambientato in un futuro fittizio in cui è possibile viaggiare nel tempo. La protagonista, Reika Kirishima, viaggia in diverse epoche storiche alla ricerca di un criminale dei suoi tempi, Luda. Il piano di Luda è quello di alterare il passato per modificare il futuro e Reika deve fare di tutto per impedirglielo.

## Modalità di gioco
Time Gal è un DVD game che utilizza la grafica tipica degli anime e un gameplay simile a quello di Dragon's Lair (1983), in cui il giocatore deve premere dei tasti al momento giusto per far progredire la storia.